# Cikloalkin
U organskoj hemiji, cikloalkin je ciklični analog alkina. Cikloalkini se sastoje od zatvorenog prstena ugljenikovih atoma koji sadrži jednu ili više trostrukih veza. Cikloalkini imaju opštu formulu  Usled linearne prirode C-CΞC-C alkinske grupe, cikloalkini su obično visoko napregnuti i mogu da postoje kada je broj ugljenikovih atoma u prstenu dovoljno veliki da omogući neophodnu fleksibilnost za geometriju prstena. Konsekventno, ciklooktin je najmanji cikloalkin koji se može izolovati i čuvati kao stabilno jedinjenje. Uprkos tome, manji cikloalkini se mogu formirati i zarobiti u podesnom reagensu.

## Sinteza
Cikloalkini se mogu proizvesti putem reakcija β-eliminacije sa analogno supstituisanih cikloalkena. Alternativno, oni se mogu proizvesti putem ekspanzije prstena cikličnih alkilidin karbena.